# 高实甫住宅

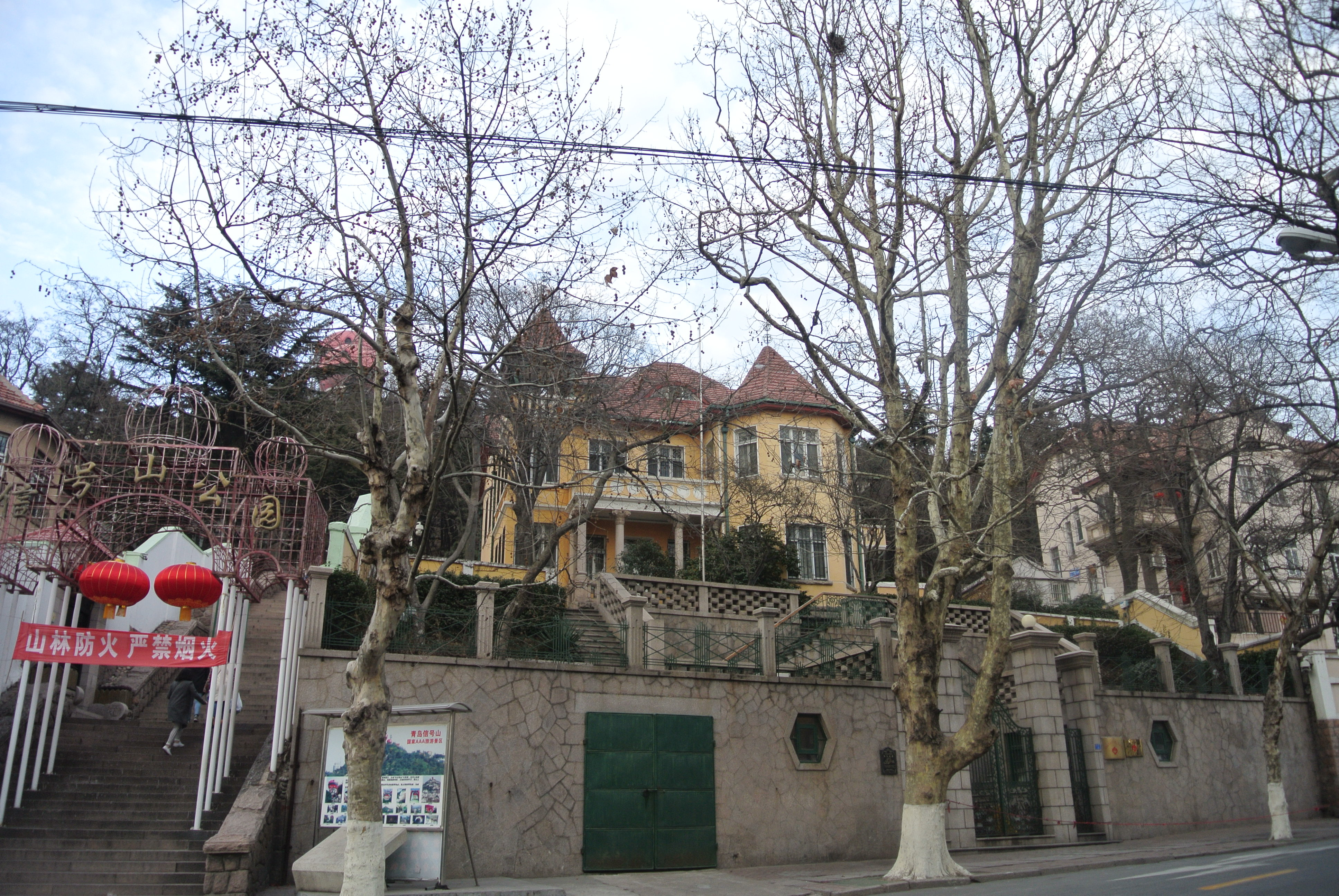
2015年時的龙山路18号

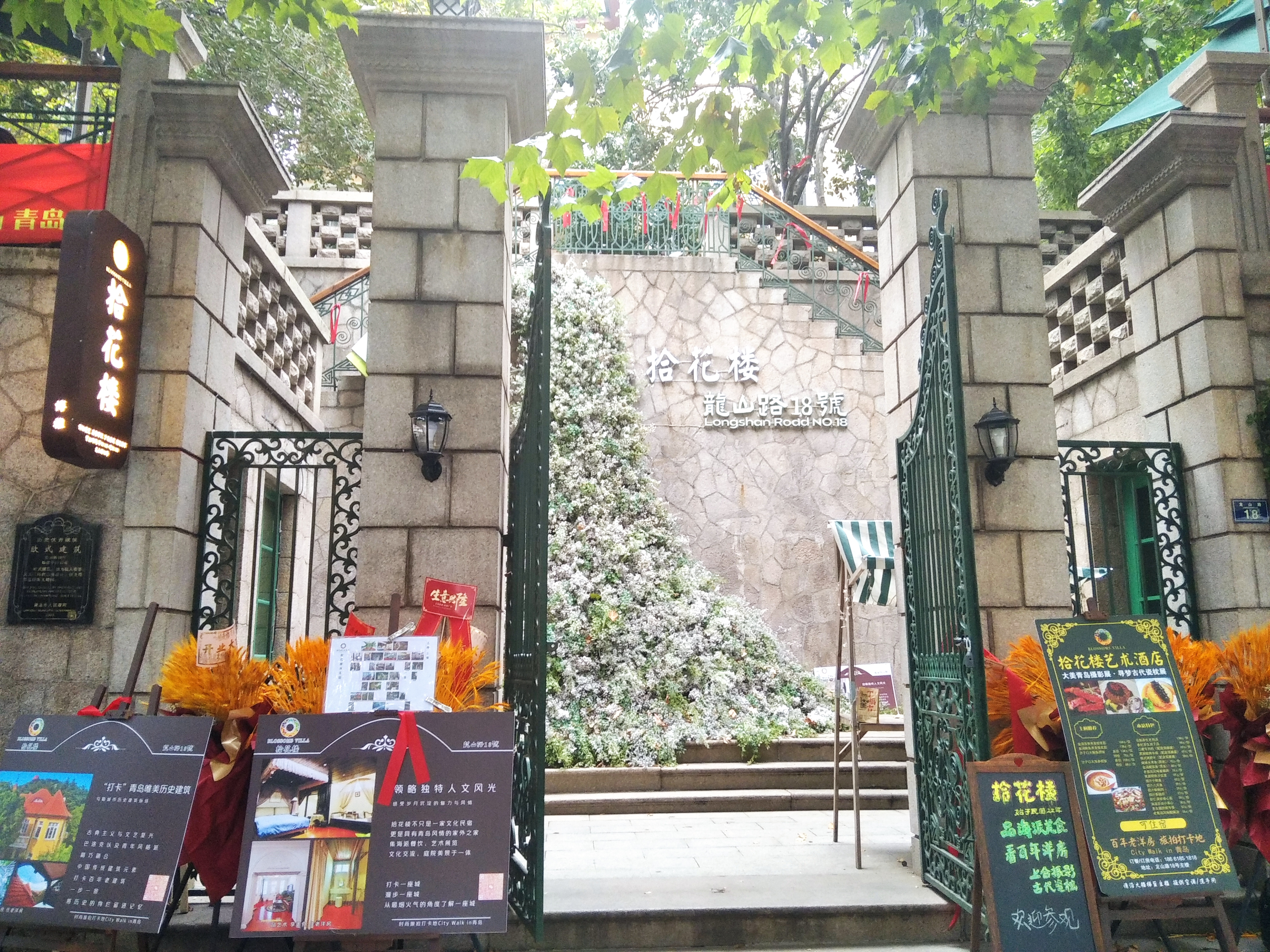
2024年時的青岛拾花楼门口

高实甫住宅又稱高实甫舊居、高实甫舊宅、高实甫宅第，是位於中國山東省青島市信号山下龙山路18号的一個德式巴洛克风格建築，於1933年建成，一度是高实甫的住宅，共三层。1978年時是青岛市人民对外友好协会驻地。2024年建築首次向公众开放。拾花楼艺术酒店（青岛拾花楼）入駐該建築。